# Envío
Envío (o Revista Envío) es una revista nicaragüense de sociedad, política e economía, que publica artículos analíticos, documentos, entrevistas e historias noticiosas. Fundado en 1981, la revista es publicada por la Jesuita Universidad Centroamericana (UCA) en Managua, Nicaragua. Inicialmente definiendo su función como "soporte crítico" a la teología de la liberación y de los proyectos sandinistas en Nicaragua. En la década de los noventa del siglo XX, la revista se expandió para cubrir todo la América Central y la región de Caribe.
Además de la edición de lengua española, la revista ha sido publicada en inglés desde sus inicios  y en italiano desde  1994.
En 2003 pusieron en internet todo el trabajo informativo de más de 20 años. El sitio web de la revista tiene archivo libre de todos los  artículos. 
Todo lo publicado hasta entonces y desde entonces entró a Internet. Un motor de búsqueda práctico, sencillo, permite leer los números en orden. También, encontrar por autores, temas y zonas todos los textos. Cualquier investigador de la historia de Nicaragua en esa bisagra del tiempo que va del siglo 20 al 21 encontrará en este archivo noticias y análisis, la evolución de un proceso y la acumulación de las crisis. En una secuencia ordenada. Igual se puede decir de etapas vividas en otros países de la región. Y encontrará también numerosos textos, amplios y con una visión integral, sobre migraciones, narcotráfico, derechos de las mujeres, cambio climático, desigualdad, sociedad civil, pedagogía, familia, abuso sexual... 
En 2018 se comprometieron con la insurrección ciudadana que reclamaba una Nicaragua libre.
En junio de 2021, al cumplir 40 años, dejó de publicarse. Con la confiscación de la UCA por el gobierno nicaragüense en agosto de 2023, el sitio web con el archivo completo de los artículos se desplazó a www.revistaenvio.org